# Lucky Peterson
Judge Kenneth "Lucky" Peterson (Buffalo, 13 dicembre 1964 – Dallas, 17 maggio 2020) è stato un cantante, tastierista e chitarrista statunitense.

## Discografia parziale

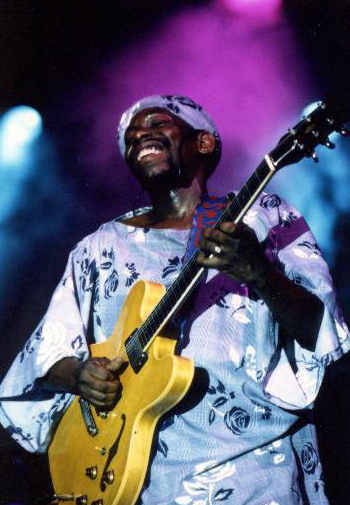
Lucky Peterson al National Blues Festival di Le Creusot nel 1994

- 1969: Our Future: 5 Year Old Lucky Peterson – Today TLP-1002
- 1972: The Father, The Son, The Blues (con James Peterson) – Today TLP-1011
- 1984: Ridin'  – Evidence
- 1989: Lucky Strikes! – Alligator 4770
- 1991: Triple Play – Alligator 4789
- 1993: I'm Ready – Verve 517513
- 1994: Beyond Cool – Verve 521147
- 1996: Lifetime – Verve 531202
- 1996: Spirituals & Gospel: Dedicated to Mahalia Jackson (con Mavis Staples) – Verve 533562
- 1998: Move – Verve 537897
- 1999: Lucky Peterson – Blue Thumb/Verve 547433
- 2001: Double Dealin'  – Blue Thumb/Verve 549475
- 2003: Black Midnight Sun – Dreyfus 36643
- 2004: If You Can't Fix It (with James Peterson) – JSP 8816
- 2006: Lay My Demons Down (con Tommy McCoy) – Blues Boulevard 250232; originally issued on Green Swamp.
- 2007: Tête à Tête (con Andy Aledort, Larry McCray) – JSP 8805
- 2009: Organ Soul Sessions – Emarcy/Universal (France) 5313798 [3-CD set]
- 2009: Darling Forever (con Tamara Peterson) – JSP 8814
- 2010: Heart of Pain – JSP 8824
- 2010: You Can Always Turn Around – Dreyfus 36967
- 2011: Every Second a Fool is Born – JSP 8831
- 2012: Live at the 55 Arts Club Berlin (con Tamara Peterson) – Blackbird Music 201209 [2CD]
- 2013: Whatever You Say (con Tamara Peterson) – JSP 8848
- 2014: I'm Back Again – Blues Boulevard 250357
- 2014: The Son of a Bluesman – Jazz Village 570035
- 2014: Travelin' Man – JSP 8854
- 2015: July 28, 2014: Live in Marciac – Jazz Village 570076
- 2016: Long Nights – JSP 3001
- 2017: What Have I Done Wrong: The Best of the JSP Studio Sessions – JSP 3009 (compilation)
- 2017: Tribute to Jimmy Smith (con Archie Shepp) – Jazz Village 570135
- 2019: 50 – Just Warming Up! – Jazz Village 570165

con Carey Bell
- 1995: Deep Down – Alligator 4828

con Abbey Lincoln
- 1995: A Turtle's Dream – Verve 527 382-2

con Kenny Neal
- 1989: Devil Child – Alligator 4774
- 1991: Walkin' on Fire – Alligator 4795
- 2015: Bayou Blood – Alligator 4809
- 1994: Hoodoo Moon – Alligator 4825
- 2008: Let Life Flow – Blind Pig 5122
- 2010: Hooked on Your Love – Blind Pig 5137